# Réaumurova ljestvica
Réaumurova ljestvica je ljestvica za mjerenje temperature u kojoj su talište i vrelište vode fiksirani na 0 i 80 stupnjeva. Ljestvica je nazvana po francuskom znanstveniku Réaumuru, koji ju je predložio 1730. godine.
Stupnjevi Réaumurove ljestvice se obično označavaju simbolima °R, °Ré ili °Re.
Upoređujući pokazivanja Amontonsovog plinskog termometra s pokazivanjima alkoholnog termometra
Reomir je odredio stupanj širenja plina pri promjeni temperature za jedan stupanj tako što je, označavajući nulom točku mržnjenja vode,

termometar napunio rastvorom alkohola i vode tako da je njegov obujam u točki ledišta bila 1000 jedinica, a u točki vrelišta rastvora 1080 jedinica. Kako je između tih točaka bilo 80 stupnjeva, točka vrelišta rastvora predstavljala je 80 °R.
Nepraktičnost metode kalibracije rastvaranjem alkohola u vodi, uvjetovala je oko 1770. godine korištenje samo točke ledišta vode (0 °R) kao fiksne točke, dok se druga točka (80 °R) određivala točkom vrelišta vode, pogotovu kada su se umjesto alkoholom termometri počeli puniti živom. Stupnjevi na ljestvici nazvani su stupnjevima Réaumura.

## Uporaba
U većem dijelu Europe (osim Britanije i Skandinavije, u kojima su se koristile Fahrenheitova termometarska skala tj. Celzijeva temperaturna ljestvica), a posebno u Francuskoj, Njemačkoj i Rusiji dugo se koristio alkoholni termometar s Réaumurvom temparaturnom ljestvicom, pa se spominje i u nekim književnim djelima Dostojevskog, Tolstoja i Nabokova

Réaumurovim termometrom su se, nakon zamjenee De La Hireovog termometra,
dugo vršila mjerenja temperature zraka na pariškom opservatorij u.

Bila je omiljena ljestvica u Francuskoj sve do uspostavljanja metričkog sustava jedinica, tj. kada je 1. travnja 1794. godine  (12. Germinal an II, revolucionarnog kalendara) revolucionarna uprava usvojila, stostupanjsku Celzijuevu temperaturnu ljestvicu, kao službenu. U novije vrijeme, Réaumurova ljestvica se koristi jedino za mjerenju temperature mlijeka u proizvodnji nekih vrsta sireva. Zbog toga koristi se u nekim talijanskim mljekarama koje u kojima se proizvode sirevi Parmigiano-Reggiano i Grana Padano, kao i pri proizvodnji švicarskih alpskih sireva.